# Gran Premi del Brasil del 2010
El Gran Premi de Brasil de Fórmula 1 de la Temporada 2010 s'ha disputat al circuit de Interlagos el 7 de novembre del 2010.

## Qualificació
| Pos | No | Pilot              | Constructor          | Part 1   | Part 2   | Part 3   | Sortida |
| --- | -- | ------------------ | -------------------- | -------- | -------- | -------- | ------- |
| 1   | 10 | Nico Hülkenberg    | Williams-Cosworth    | 1:20.050 | 1:19.144 | 1:14.470 | 1       |
| 2   | 5  | Sebastian Vettel   | Red Bull-Renault     | 1:19.160 | 1:18.691 | 1:15.519 | 2       |
| 3   | 6  | Mark Webber        | Red Bull-Renault     | 1:19.025 | 1:18.516 | 1:15.637 | 3       |
| 4   | 2  | Lewis Hamilton     | McLaren-Mercedes     | 1:19.931 | 1:18.921 | 1:15.747 | 4       |
| 5   | 8  | Fernando Alonso    | Ferrari              | 1:18.987 | 1:19.010 | 1:15.989 | 5       |
| 6   | 9  | Rubens Barrichello | Williams-Cosworth    | 1:19.799 | 1:18.925 | 1:16.203 | 6       |
| 7   | 11 | Robert Kubica      | Renault              | 1:19.249 | 1:18.877 | 1:16.552 | 7       |
| 8   | 3  | Michael Schumacher | Mercedes             | 1:19.879 | 1:18.923 | 1:16.925 | 8       |
| 9   | 7  | Felipe Massa       | Ferrari              | 1:19.778 | 1:19.200 | 1:17.101 | 9       |
| 10  | 12 | Vitali Petrov      | Renault              | 1:20.189 | 1:19.153 | 1:17.656 | 10      |
| 11  | 1  | Jenson Button      | McLaren-Mercedes     | 1:19.905 | 1:19.288 |          | 11      |
| 12  | 23 | Kamui Kobayashi    | BMW Sauber-Ferrari   | 1:19.741 | 1:19.385 |          | 12      |
| 13  | 4  | Nico Rosberg       | Mercedes             | 1:20.153 | 1:19.486 |          | 13      |
| 14  | 17 | Jaume Alguersuari  | Toro Rosso-Ferrari   | 1:20.158 | 1:19.581 |          | 14      |
| 15  | 16 | Sébastien Buemi    | Toro Rosso-Ferrari   | 1:20.096 | 1:19.847 |          | 191     |
| 16  | 22 | Nick Heidfeld      | BMW Sauber-Ferrari   | 1:20.174 | 1:19.899 |          | 15      |
| 17  | 15 | Vitantonio Liuzzi  | Force India-Mercedes | 1:20.592 | 1:20.357 |          | 16      |
| 18  | 14 | Adrian Sutil       | Force India-Mercedes | 1:20.830 |          |          | 222     |
| 19  | 24 | Timo Glock         | Virgin-Cosworth      | 1:22.130 |          |          | 17      |
| 20  | 18 | Jarno Trulli       | Lotus-Cosworth       | 1:22.250 |          |          | 18      |
| 21  | 19 | Heikki Kovalainen  | Lotus-Cosworth       | 1:22.378 |          |          | 20      |
| 22  | 25 | Lucas di Grassi    | Virgin-Cosworth      | 1:22.810 |          |          | 21      |
| 23  | 20 | Christian Klien    | HRT-Cosworth         | 1:23.083 |          |          | 23      |
| 24  | 21 | Bruno Senna        | HRT-Cosworth         | 1:23.796 |          |          | 24      |

Notes:
1. ^  – Sébastien Buemi ha estat penalitzat retrospectivament amb 5 posicions per causar un accident amb Timo Glock a la sortida del GP de Corea.[1]

1. ^  – Adrian Sutil ha estat penalitzat amb 5 posicions per causar un accident amb Kamui Kobayashi al GP de Corea.[1]

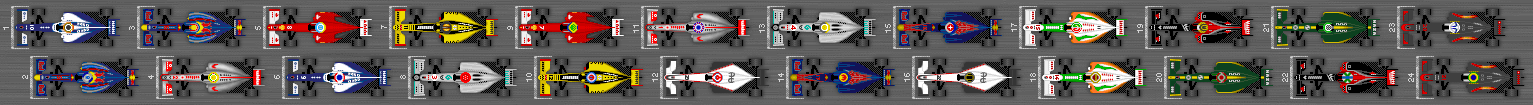
Posicions després de la qualificació

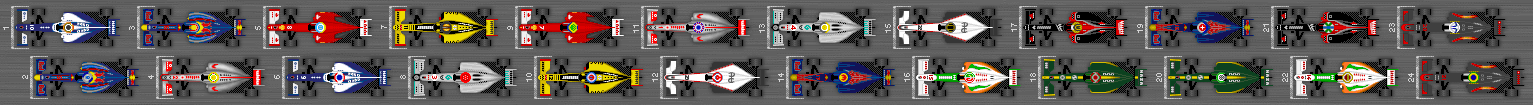
Posicions de la sortida després de les penalitzacions

## Resultats de la cursa
| Pos. | Nº | Pilot              | Equip                | Voltes | Temps/Retirada | Graella | Punts |
| ---- | -- | ------------------ | -------------------- | ------ | -------------- | ------- | ----- |
| 1    | 5  | Sebastian Vettel   | Red Bull-Renault     | 71     | 1h 33' 11. 803 | 2       | 25    |
| 2    | 6  | Mark Webber        | Red Bull-Renault     | 71     | + 4.243 s      | 3       | 18    |
| 3    | 8  | Fernando Alonso    | Ferrari              | 71     | + 6.807 s      | 5       | 15    |
| 4    | 2  | Lewis Hamilton     | McLaren-Mercedes     | 71     | + 14.634 s     | 4       | 12    |
| 5    | 1  | Jenson Button      | McLaren-Mercedes     | 71     | + 15.593 s     | 11      | 10    |
| 6    | 4  | Nico Rosberg       | Mercedes             | 71     | + 35.320 s     | 13      | 8     |
| 7    | 3  | Michael Schumacher | Mercedes             | 71     | + 43.456 s     | 8       | 6     |
| 8    | 10 | Nico Hülkenberg    | Williams-Cosworth    | 70     | + 1 Volta      | 1       | 4     |
| 9    | 11 | Robert Kubica      | Renault              | 70     | + 1 Volta      | 7       | 2     |
| 10   | 23 | Kamui Kobayashi    | BMW Sauber-Ferrari   | 70     | + 1 Volta      | 12      | 1     |
| 11   | 17 | Jaume Alguersuari  | Toro Rosso-Ferrari   | 70     | + 1 Volta      | 14      |       |
| 12   | 14 | Adrian Sutil       | Force India-Mercedes | 70     | + 1 Volta      | 22      |       |
| 13   | 16 | Sébastien Buemi    | Toro Rosso-Ferrari   | 70     | + 1 Volta      | 19      |       |
| 14   | 9  | Rubens Barrichello | Williams-Cosworth    | 70     | + 1 Volta      | 6       |       |
| 15   | 7  | Felipe Massa       | Ferrari              | 70     | + 1 Volta      | 9       |       |
| 16   | 12 | Vitali Petrov      | Renault              | 70     | + 1 Volta      | 10      |       |
| 17   | 22 | Nick Heidfeld      | BMW Sauber-Ferrari   | 70     | + 1 Volta      | 15      |       |
| 18   | 19 | Heikki Kovalainen  | Lotus-Cosworth       | 69     | + 2 Voltes     | 20      |       |
| 19   | 18 | Jarno Trulli       | Lotus-Cosworth       | 69     | + 2 Voltes     | 18      |       |
| 20   | 24 | Timo Glock         | Virgin-Cosworth      | 69     | + 2 Voltes     | 17      |       |
| 21   | 21 | Bruno Senna        | HRT-Cosworth         | 69     | + 2 Voltes     | 24      |       |
| 22   | 20 | Christian Klien    | HRT-Cosworth         | 65     | + 6 Voltes     | 23      |       |
| NC   | 25 | Lucas di Grassi    | Virgin-Cosworth      | 62     | + 9 Voltes     | 21      |       |
| Ret  | 15 | Vitantonio Liuzzi  | Force India-Mercedes | 49     | Accident       | 16      |       |

## Altres
- Pole: Nico Hülkenberg 1' 14. 470

- Volta ràpida: Lewis Hamilton 1' 13. 851 (a la volta 66)